# Sẻ họng đỏ
Sẻ họng đỏ (danh pháp khoa học: Amadina fasciata) là một loài chim thuộc họ Chim di (Estrildidae).

## Mô tả
Loài chi này thường được tìm thấy ở châu Phi. Phạm vi phân bố toàn cầu ước tính khoảng 3,3 triệu km². Loài này có ở Angola, Bénin, Botswana, Burkina Faso, Cameroon, Chad, Cộng hòa Congo, Côte d'Ivoire, Eritrea, Ethiopia, Gambia, Ghana, Kenya, Malawi, Mali, Mauritanie, Mozambique, Namibia, Niger, Nigeria, Bồ Đào Nha (nhập nội), Rwanda, Sénégal, Somalia, Nam Phi, Sudan, Tanzania, Togo, Uganda, Zambia và Zimbabwe.
Một tổ thường có 4-6 quả trứng màu trắng và ấp trong 12 ngày.

## Hình ảnh

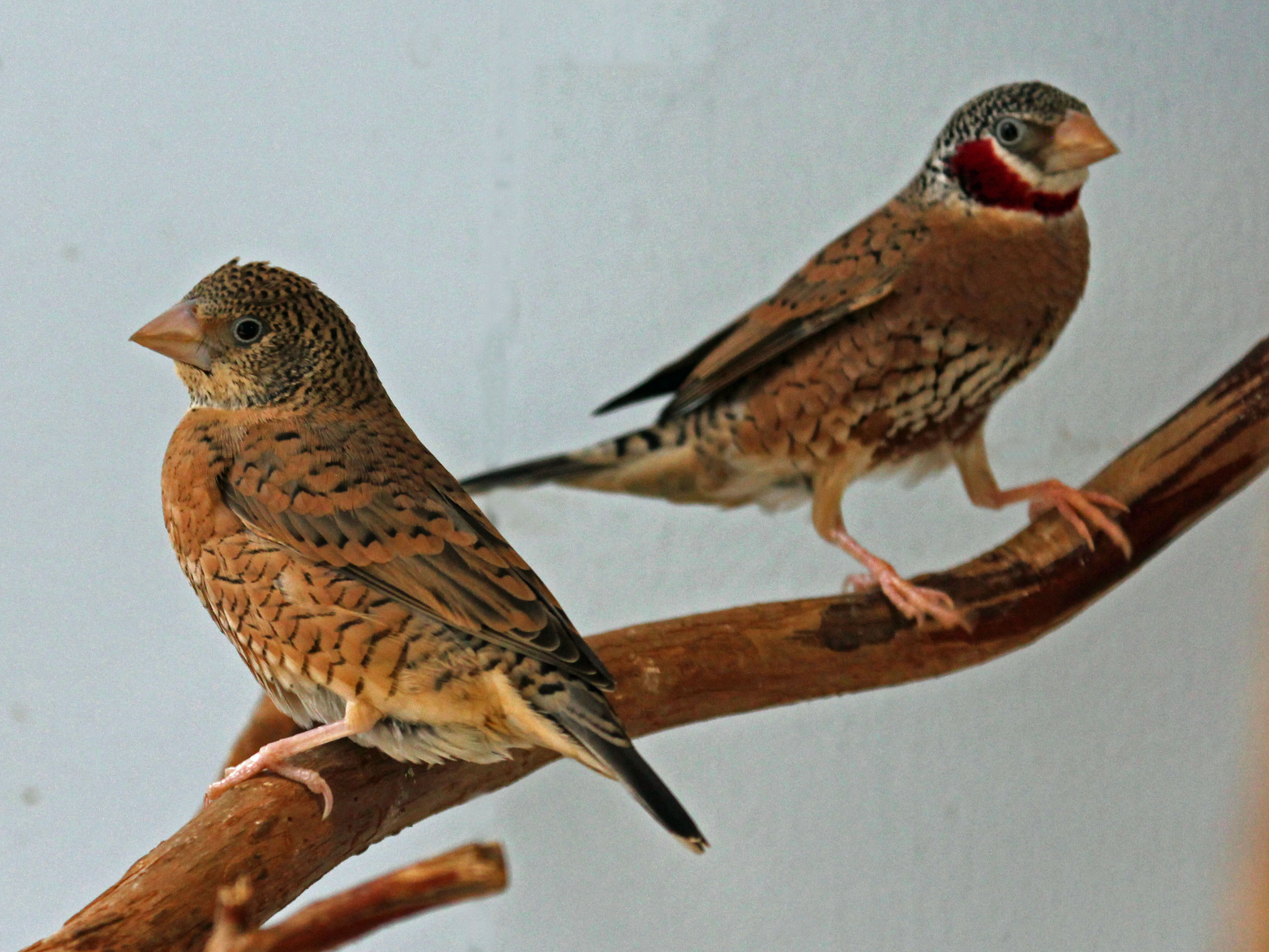
Một cặp
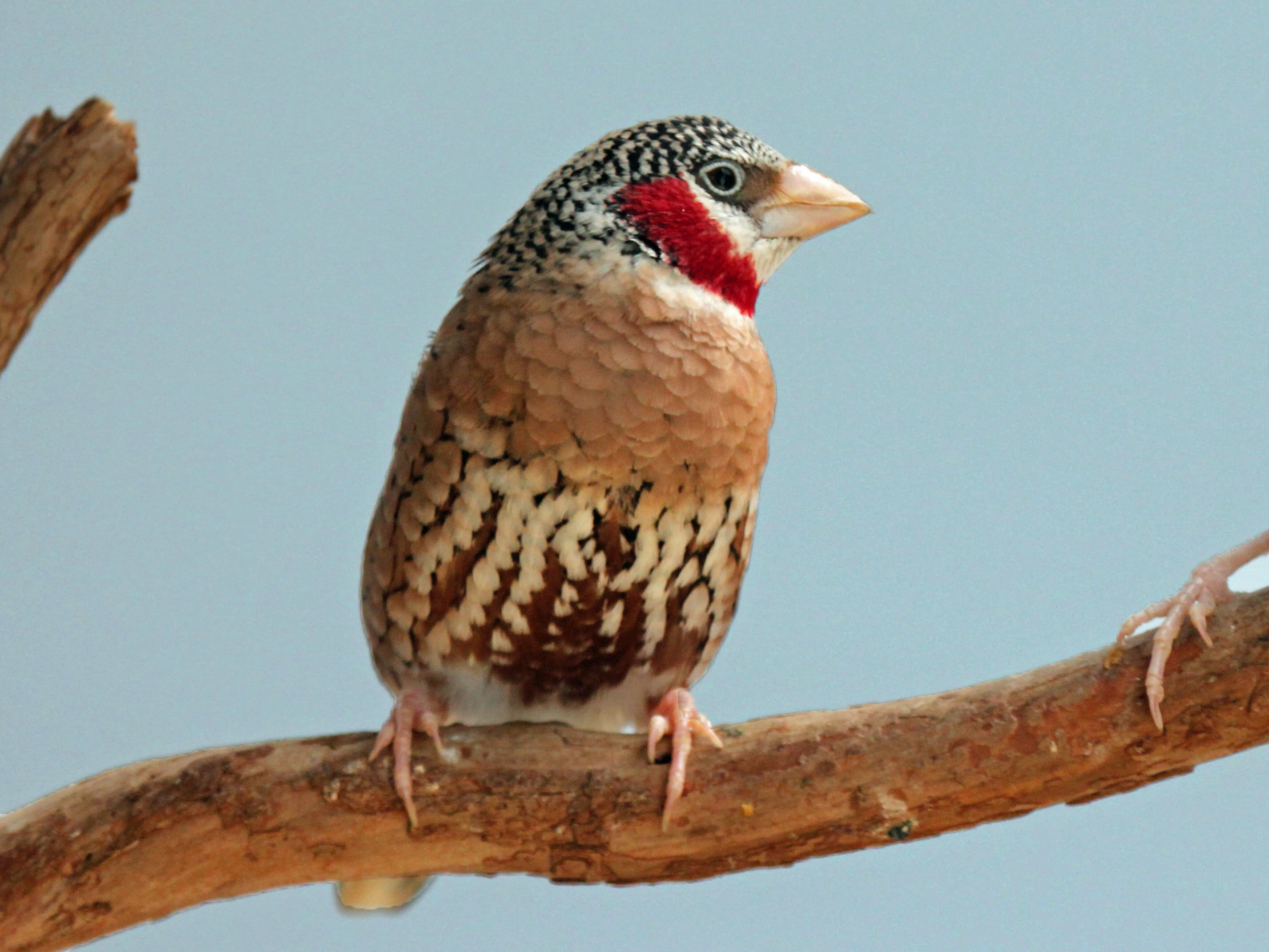
Con trống